# Лазе (Логатец)
Лазе (словен. Laze, итал. Lase di Longatico) су насељено место у општини Логатец, Средњесловенска регија, Словенија.

## Историја
До територијалне реорганизације у Словенији били су у саставу старе општине Логатец.

## Становништво
У попису становништва из 2011. године, Лазе су имале 305 становника.
| Број становника према пописима | Број становника према пописима | Број становника према пописима |
| ------------------------------ | ------------------------------ | ------------------------------ |
| 1991                           | 2002                           | 2011                           |
| 293                            | 299                            | 305                            |

Напомена: Године 2016. извршена је мала размена територија између насеља Хлевни Врх, Лавровец, Лазе, Логатец, Петковец, Прапротно Брдо, Ровте и Заплана (Логатец) и Јеринов Грич, Маринчев Грич, Мирке, Мизни Дол, Подлипа, Презид, Смречје, Стрмица, Трчков Грич, Врхника, Заплана и Заврх при Боровници (Врхника). Исте године извршена је мања размена територија између насеља Добец (Церкница, Приморско-нотрањска регија), Лазе (Логатец) и Заврх при Боровници (Врхника).

## Галерија
- сеоске куће
- железничка станица "Планина"